# Graham Murray
Pour les articles homonymes, voir Murray.

a Compétitions nationales et continentales officielles uniquement.

Graham Murray, né le 6 janvier 1955 à Peak Hill (Australie) et mort le 28 juillet 2013 à Woolloongabba, est un joueur et entraîneur australien de rugby à XIII.
Espoir du rugby à XII au poste de pilier, il fait ses débuts en Championnat de Nouvelle-Galles du Sud avec Parramatta. Il assiste aux deux finales du club du Championnat en 1976 et 1977 sans y prendre part, avant de devenir titulaire au sein de ce club à partir de 1978. En 1981, il rejoint South Sydney avant de clore sa carrière en 1983 seulement.
Après sa carrière de joueur, il devient entraîneur. Il entraîne tout d'abord Illawarra et son travail y est reconnu en étant nommé meilleur entraîneur du Championnat de Nouvelle-Galles du Sud en 1992, et est sélectionneur des Fidji lors de la Coupe du monde 1995. Il entraîne par la suite les Hunter Mariners puis durant deux ans le club anglais de Leeds avec une finale perdue de Super League en 1999. De retour en Australie en 2000, il connaît une finale de National Rugby League avec les Sydney Roosters en 2000 puis une seconde en 2005 avec les North Queensland Cowboys. Il clôt sa carrière en étant sélectionneur de la Nouvelle-Galles du Sud entre 2006 et 2007.

## Palmarès

### En tant que joueur
- Collectif :
  - Finaliste du Championnat de Nouvelle-Galles du Sud : 1976 et 1977 (Parramatta).

### En tant qu'entraîneur
- Collectif :
  - Finaliste de la National Rugby League : 2000 (Sydney Roosters) et 2005 (North Queensland).
  - Finaliste de la Super League : 1999 (Leeds).

- Individuel :
  - Nommé meilleur entraîneur du Championnat de Nouvelle-Galles du Sud  : 1992 (Illawarra).